# Abietinaria greenei
Abietinaria greenei är en nässeldjursart som först beskrevs av Murray 1860.  Abietinaria greenei ingår i släktet Abietinaria och familjen Sertulariidae. Inga underarter finns listade i Catalogue of Life.